# Vasco Fernandes de Lucena
Vasco Fernandes de Lucena foi um explorador português do século XVI, que teve um papel importante na colonização de Pernambuco.

## Biografia
Foi um dos primeiros europeus a viver no Brasil, tendo migrado com Duarte Coelho para a região que viria a ser conhecida como capitania de Pernambuco. 
Segundo fontes como o Nobiliário de Famílias de Portugal, de Manuel José da Costa Felgueiras Gaio, e o historiador e genealogista Cândido Pinheiro Koren de Lima, Vasco Fernandes de Lucena foi filho de Sebastião de Lucena com sua prima Maria de Vilhena e neto materno de Diogo de Azevedo, 4º Senhor de São João de Rei e terras de Bouro.
Vasco Fernandes era descendente (trineto) do andaluz Vasco Fernandes Lucena, sendo pela cronologia provavelmente neto paterno de um homônimo deste, nascido cerca de 1470.
Casou-se em Portugal com Brites Dias Correa, com quem teve um único filho, Sebastião de Lucena de Azevedo. No Brasil, amancebou-se com a filha de um cacique, formando assim uma aliança entre os nativos e os colonizadores portugueses. De data de nascimento incerta, é contudo sabido que era já um homem adulto, casado e com filhos em 1535, quando migrou para o Brasil na nau de Duarte Coelho. Conforme descrito pelo próprio donatário em carta ao Rei, datada de 22 de março de 1548:
"Por já ter escrito e por outras dado conta a Vossa Alteza do que aqui passa, como por elas, Senhor, verá, não lhe dou por esta mais conta que do seu feitor e almoxarife Vasco Fernandes, que Vossa Alteza mandou comigo há treze anos, o qual me pediu que dele desse conta a Vossa Alteza e lhe fizesse saber que há treze anos que aqui o está servindo, deixando sua mulher e filhos, sem mais tornar ao Reino, e assim é verdade. Em tudo em que foi necessário e convinha a seu serviço, o fez e deu boa conta de si, e certifico a Vossa Alteza que é muito homem de bem e desejoso de o servir e que não virá ele por mal, por ser homem manso e de boa consciência, o que em todos se não acha no tempo de agora."
O frei Vicente do Salvador relata, a respeito da criação da Catedral de Olinda, evento lendário que envolveu Vasco Fernandes de Lucena. Após a construção do primeiro forte em Olinda, os colonos se viram cercados por uma tribo nativa. Lucena teria discursado para a tribo, pedindo a adesão a Portugal, no que foi seguido pela maioria dos nativos. Uma minoria, contudo, decidiu prosseguir com os conflitos. Lucena teria então traçado um risco na terra com um bordão, e declarado que quem ousasse atravessar aquele risco, morreria. Sete ou oito teriam tentado e morrido. Por causa do milagre, o risco traçado por Lucena teria sido usado como base para a construção da Catedral de São Salvador do Mundo. Os nativos, por sua vez, passarem a considerar Lucena um grande e respeitado feiticeiro, e a partir daí a união com a filha do cacique selou o pacto entre nativos e colonos.
Sua data de morte é incerta, mas sabe-se que em 1573 era já falecido, uma vez que em 12 de junho deste ano ocorreu a demarcação judicial de suas terras, a requerimento de seus herdeiros, conforme o historiador Cândido Pinheiro Koren de Lima.